# 558
سنة 558 م (بالأرقام الرومانية: DLVIII) كانت سنة بسيطة تبدأ يوم الثلاثاء (الرابط يظهر نموذج الجدول الزمني الكامل للسنة) من التقويم اليولياني. بدأت تسمية السنة ب558 منذ العصور الوسطى المبكرة، عندما أصبح تقويم أنو دوميني هو الأسلوب السائد في أوروبا لتسمية السنوات.

## مواليد
- سعيد بن يربوع المخزومي صحابي من المؤلفة قلوبهم.
- الحارث بن هشام صحابي من سادة قبيلة قريش ومن كبار أعيان أهل مكة.

## وفيات
- زرارة بن عدس
- شيلديبيرت الأول